# 郭龍光
郭龍光（1768年—1820年），字韶溪，又字则征。福建福清人，清朝政治人物、诗人，同進士出身。

## 生平
乾隆六十年（1795年）举人，嘉慶元年（1796年）丙辰科進士，三甲九十九名，后官至国子监学正。
著有《韶溪书集》。